# San Gregorio (kommun i Chile)
San Gregorio är en kommun i Chile.   Den ligger i provinsen Provincia de Magallanes och regionen Región de Magallanes y de la Antártica Chilena, i den södra delen av landet, 2 100 km söder om huvudstaden Santiago de Chile.
Trakten runt San Gregorio består i huvudsak av gräsmarker. Trakten runt San Gregorio är nära nog obefolkad, med mindre än två invånare per kvadratkilometer.